# شيفان فيفيان
شيفان فيفيان (بالإنجليزية: Siobhan Vivian)‏ (12 يناير 1979، نيويورك في الولايات المتحدة)؛ كاتِبة مُتخصِّصة في أدب الأطفال، سيناريست وروائية أمريكية.